# 333. инжињеријски батаљон
333. инжињеријски батаљон (333. инжб) је једина инжињеријска јединица Ратног ваздухопловства и противваздухопловне одбране. Главни задатак 333. инжб представљају радови на површинама за полетања и слетања и отклањање последица противничких удара на аеродромску инфраструктуру.

## Намена
333. инжињеријски батаљон намењен је, опремљен и оспособљен за извршавање задатака инжињеријских дејстава за потребе Команде и јединица Ратног ваздухопловства и ПВО ВС.

## Задаци
- основно и допунско запречавање
- савлађивање природних и вештачких препрека
- оправке, одржавање и изградња комуникација у зонама одбране и на правцима напада јединица за чије се

потребе ангажује. У склопу овог задатка посебно се издваја задатак отклањања оштећења на оперативним површинама аеродрома, насталих дејством савремених убојних средстава
- радови на утврђивању и изградњи објеката за ватрено дејство и заштиту на командним местима, центрима везе, ракетним и радарским положајима, аеродромима и друго
- испомоћ цивилним структурама у отклањању последица елементарних непогода.

## Историја
Батаљон је формиран марта 1947. године у Церкљу у Словенији, али са матичним гарнизоном у Панчеву. Први већи задатак 333. инжб, изведен 1949. године, била је то изградња полетно-слетне стазе (ПСС) у Книћу. Од 5. фебруара 1953. јединица је пребазирана у Лесковац, 1956. у Тузлу, 1961. у Краљево и 1965. у Белу Цркву. Од 5. марта 1968. јединица је пребазирана у Панчево, где се налази и дан данас. Батаљон је учествовао у изградњи ПСС на аеродромима Дивци, Залужани, Батајница, Земуник, Лесковац, Ниш, Тузла, Лађевци, Сјеница, Церкље, Бихаћ, Поникве, Голубовци, Приштина, Удбина, Вараждин, Бања Лука, Гламоч, Ново Место, Ечка и др. Од 1979. до 1989. године 333. инжб радио је на припреми свих аеродрома СФРЈ за рушење са случај потребе у повлачењу Југословенске народне армије пред противником.
Расформирањем 359. инжб из Лађеваца 2005. године остао је једини самостални инжињеријски батаљон у РВ и ПВО.